# 어바이어
어바이어(Avaya, 발음: /əˈvaɪ.ə/)는 미국에 본사를 둔 다국적 통신 회사이다.

## 연혁
어바이어는 1995년에 AT&T에서 분리된 루센트 테크놀러지사(Lucent Technologies Inc.)에서 시작되었으며, 2000년에 루센트 테크놀러지에서 분리되어 오늘날에 이른다.